# Atletika na Letních olympijských hrách 1980 – 200 metrů ženy
 Běh na 200 metrů žen  na Letních olympijských hrách 1980 se uskutečnil ve dnech 29. a 30. července na Olympijském stadionu v Moskvě. 

## Výsledky finálového běhu
| *                | jméno               | země                           | čas   |
| ---------------- | ------------------- | ------------------------------ | ----- |
| Zlatá medaile    | Bärbel Wöckelová    | Německá demokratická republika | 22,03 |
| Stříbrná medaile | Natalja Bočinová    | Sovětský svaz                  | 22,19 |
| Bronzová medaile | Merlene Otteyová    | Jamajka                        | 22,20 |
| 4                | Romy Müllerová      | Německá demokratická republika | 22,47 |
| 5                | Kathy Smallwoodová  | Velká Británie                 | 22,61 |
| 6                | Beverley Goddardová | Velká Británie                 | 22,72 |
| 7                | Denise Boydová      | Austrálie                      | 22,76 |
| 8                | Sonia Lannamanová   | Velká Británie                 | 22,80 |